# こなし

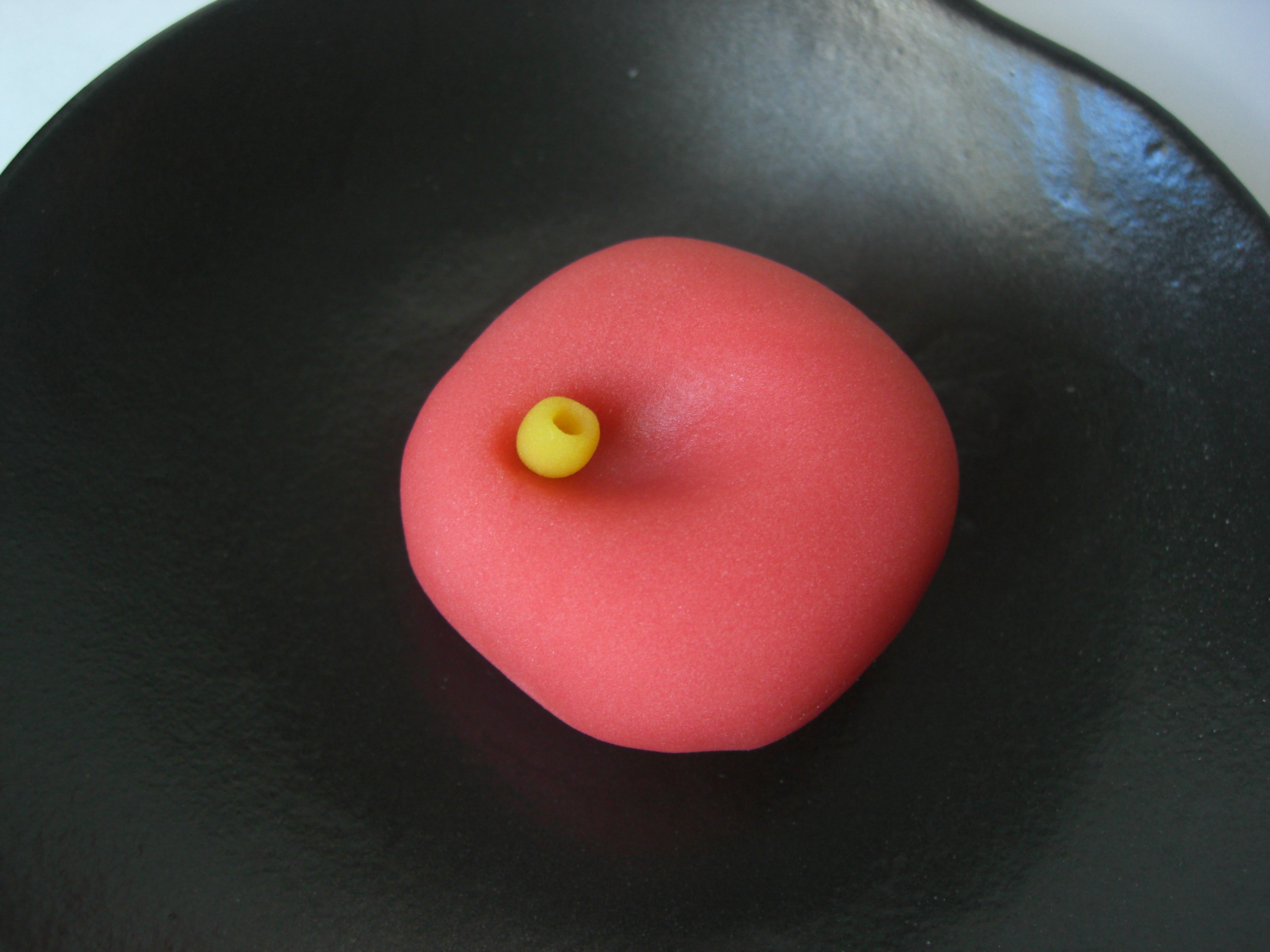
寒椿

こなしは、白餡を主原料に蒸して作る主菓子の生地。
江戸時代にはもみ羊羹、こなし羊羹、羊羹仕立とも呼ばれていたが、明治期に練羊羹が主流となると、こなし呼びが一般化した。和菓子屋の虎屋では、羊羹製と呼ばれる。
白漉し餡に 小麦粉を混ぜて蒸したのちにこなしたもので砂糖などを加えて甘みをつける。薄力粉の他に強力粉を加えたり、上用粉などを混ぜたりする場合もある。関東の上生菓子で使われる練り切りよりも蒸す工程が入り手間がかかり、また上用粉を用いない場合生地の粘りが少なめである。形がとれるギリギリの柔らかさと弾力を持ち、さっぱりとした味わいをしている。
季節によってさまざまな形や色で作られる。また和歌や古事などにちなんだ花鳥風月を感じさせる菓銘をつける事が多い。
2022年11月17日の官報告示によって、菓名を持つ生菓子（煉切・こなし）が登録無形文化財に登録された。

## 作り方の例
いったん蒸して水分を抜いた白あんに薄力粉をさっと混ぜてしばらく蒸篭で蒸し揚げる。和菓子店によっては強力粉やもち粉を混ぜる事もある。
蒸しあがったものをまとめ、シロップを加え固さを調整しながら揉みこなす。「こなし」という名称はこの作業から来ている。
色粉をつけて餡を包むなどしながらさまざまな形に成型する。